# ليزينيانو دي بانيي
ليزينيانو دي بانيي (بالإيطالية: Lesignano de' Bagni)‏ هي بلدية في مقاطعة بارما في إقليم إميليا رومانيا الإيطالي.

## السكان
في سنة 1861 بلغ عدد السكان 2٬931 نسمة، وتطور العدد ليصل في سنة 2011 لـ 4٬759 نسمة.
يظهر هذا المخطط البياني تطور النمو السكاني لـ ليزينيانو دي بانيي